# Pikitehtaanpuisto
Le parc de la filature (finnois : Pikitehtaanpuisto) est un parc de Palosaari à Vaasa en Finlande.

## Présentation
Pikitehtaanpuisto est situé à environ 2,5 km du centre de Vaasa sur l'île de Palosaari.
À proximité de la route, se trouvent une maison de services, l'école de Vikinga et le campus des étudiants de Palosaari. 
Le parc à une piste de sport d'une longueur de 580 mètres qui est éclairée pendant l'hiver. 
Le parc a un environnement boisé avec des dénivelés.